# Pathé City
Het Pathé City is een bioscoop van Pathé aan het Kleine-Gartmanplantsoen 15-19 in Amsterdam, op 40 meter van het Leidseplein en schuin tegenover De Balie. 
De bioscoop is gevestigd in het City Theatergebouw, een theatergebouw uit 1935. Aanvankelijk was het opgezet met een enkele grote theaterzaal. De eerste film die in de bioscoop draaide was Episode van regisseur Walter Reisch met in de hoofdrol Paula Wessely. In de jaren vijftig was City een populair uitgaanscentrum. De nadruk lag op films van MGM en Disney. De bioscoop had de beschikking over een orkestbak met het City Theater Orkest dat onder leiding van dirigent Lex van Weren voorafgaand aan de film muziek verzorgde.
Sinds 1995 is bioscoopketen Pathe de eigenaar. Begin 2007 werd het gebouw gesloten voor een grootscheepse verbouwing. Op 31 januari 2007 vond de voorlopig laatste reguliere voorstelling plaats en van 18 tot 25 april 2007 was de bioscoop gastheer van het 23e Amsterdam Fantastic Film Festival. Op 2 december 2010 openden de deuren opnieuw, met zeven zalen voor arthousefilms.

## Theaterorgel
De grote zaal beschikte ook over een theaterorgel, in 1935 gebouwd door de firma Strunk. Bij de opening speelde de eerste vaste organist van het theater, de Engelsman Reginald Foort. Hij werd opgevolgd door Cor Steyn en in 1941 door Piet van Egmond. In 1938 en 1950 werd het instrument verbouwd. Bij de verbouwing van de zaal in het begin van de jaren zeventig werd de bovenste orgelkamer grotendeels afgesloten door een verlaagd plafond. Herman van Voorthuizen was halverwege de jaren zeventig de laatste organist in vaste dienst. Na 1996 was het orgel niet langer bespeelbaar.

## Interieur in 1935

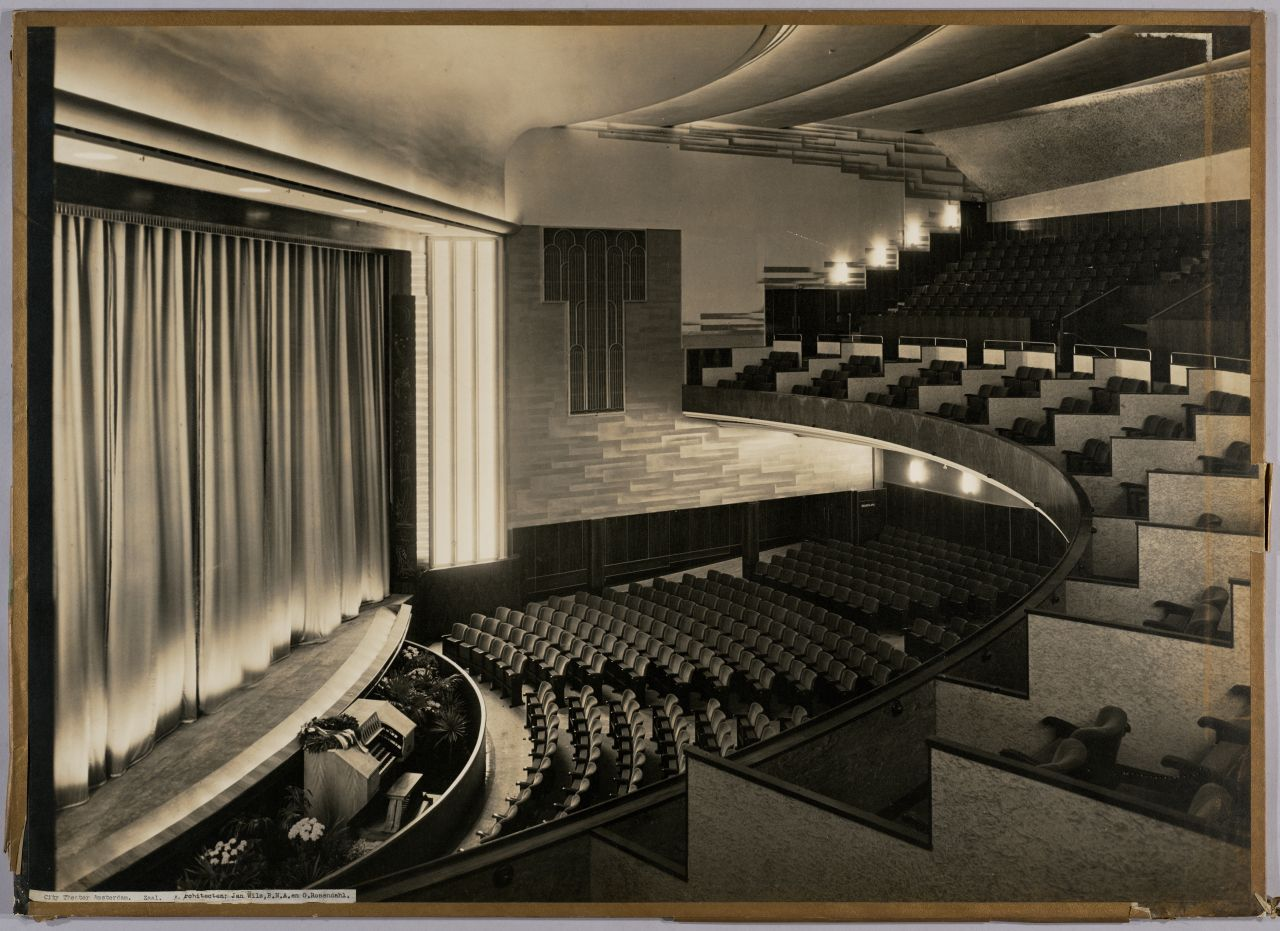
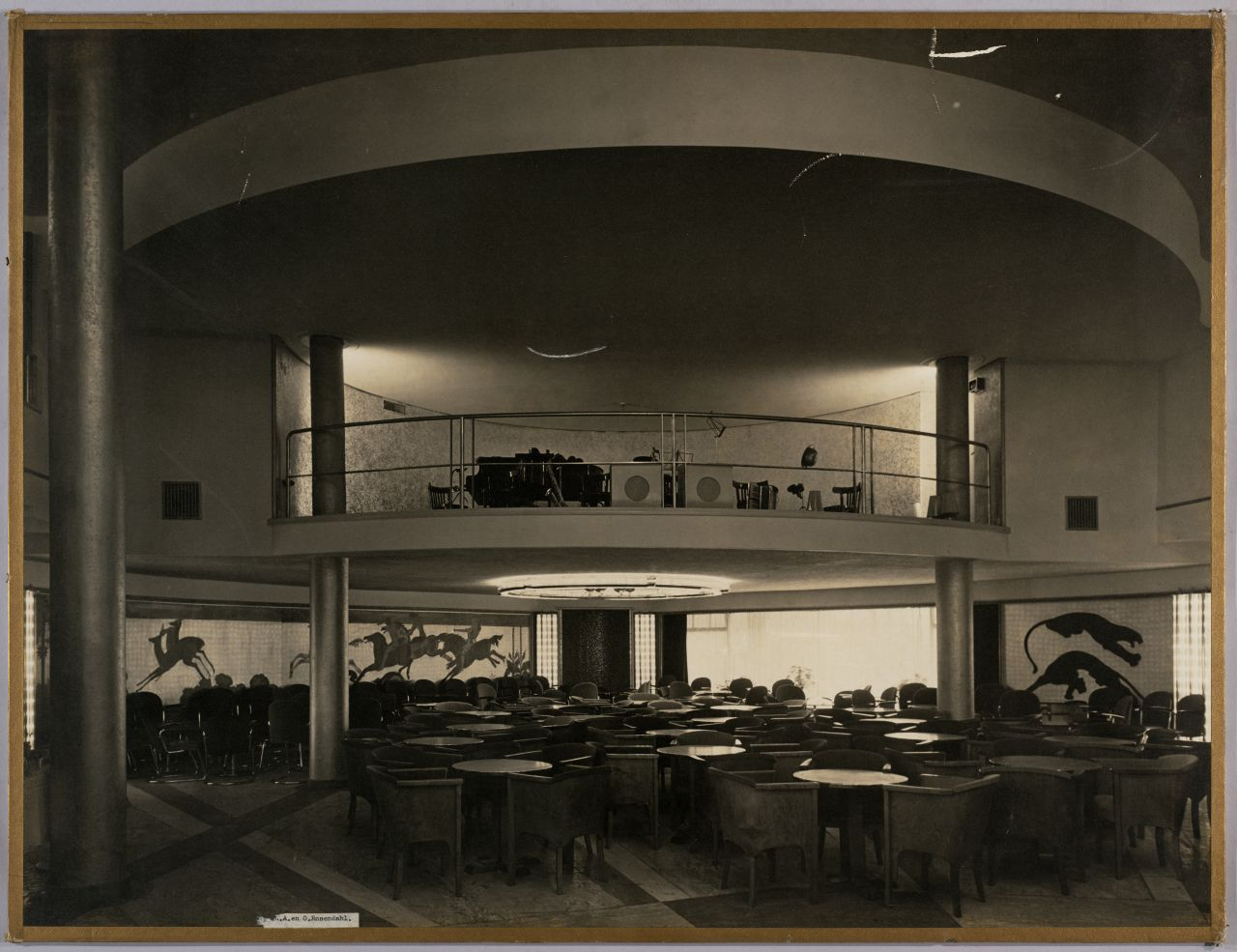
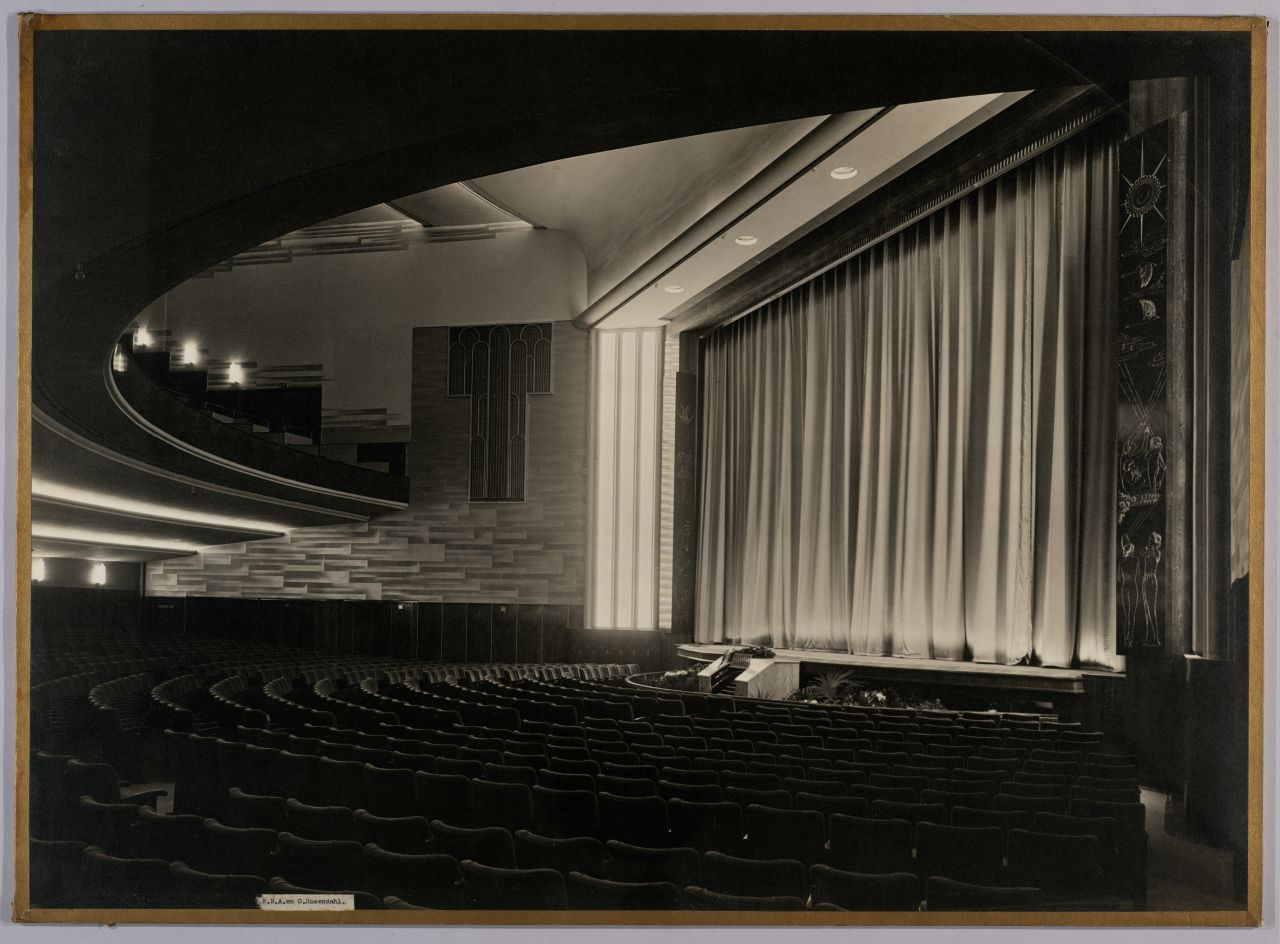

Amersfoort · Amsterdam (Arena · City · De Munt · Noord · Tuschinski) · Arnhem · Breda · Delft · Den Haag (Buitenhof · Scheveningen · Spuimarkt · Ypenburg) · Ede · Eindhoven · Groningen · Haarlem · Helmond · Leeuwarden · Maastricht · Nijmegen · Rotterdam (De Kuip · Schouwburgplein) · Schiedam · Tilburg (Centrum · Stappegoor) · Utrecht (Rembrandt · Leidsche Rijn) · Zaandam · Zwolle